# The Farm (gruppo musicale)
I The Farm sono un gruppo musicale britannico originario di Liverpool (Inghilterra) e formatosi nel 1983.
Appartenenti alla scena Madchester, sviluppatasi nella città di Manchester nei primi anni novanta, hanno pubblicato tre album in studio ed uno dal vivo. Il loro album di debutto, Spartacus del 1991, raggiunse la prima posizione della classifica nazionale.

## Formazione
Membri attuali
- Peter Hooton – voce (1983–1996, 2004–presente)
- Keith Mullin – chitarra (1986–1996, 2004–presente)
- Steve Grimes – chitarra, tastiera (1983–1996, 2004–presente)
- Carl Hunter – basso (1986–1996, 2004–presente)
- Ben Leach – tastiera (1988–1996, 2004–presente)
- Roy Boulter – batteria (1987–1996, 2004–presente)

Ex membri
- Paula David – cori (1989-1993)
- Phil Strongman – basso (1983–1986)
- Andy McVann – batteria (1983–1986)
- Anthony Evans – ottoni (1984–1986)
- Steve Levy – ottoni (1984–1986)
- George Maher – ottoni (1984–1986)
- John Melvin – ottoni (1984–1986)
- Mick Hanratty – batteria (1985 - 1987)
- Bobby Bilsborough – ottoni (1988-1990)
- David Peel – ottoni (1988-1990)
- Howard Beesley – chitarra (1980-1984)

## Discografia
Album in studio
- 1991 - Spartacus
- 1992 - Love See No Colour
- 1994 - Hullabaloo

Compilation
- 1986 - Pastures Old and New
- 1998 - Best of the Farm
- 2001 - The Very Best of the Farm

Album dal vivo
- 2007 - All Together with the Farm

Singoli
- 1984 - Hearts and Minds
- 1985 - Steps of Emotion
- 1986 - Some People
- 1989 - Body and Soul
- 1990 - Stepping Stone / Family of Man
- 1990 - Groovy Train
- 1990 - All Together Now
- 1991 - Sinful! (Scary Jiggin' with Doctor Love) (con Pete Wylie)
- 1991 - Don't Let Me Down
- 1991 - Mind
- 1992 - Love See No Colour
- 1992 - Rising Sun
- 1992 - Don't You Want Me
- 1992 - Love See No Colour (remix)
- 1994 - Messiah
- 1994 - Comfort
- 1995 - All Together Now (Everton FA Cup Final version)
- 2004 - All Together Now 2004 (feat. SFX Boys Choir)